# 赵俊宏
赵俊宏（1940年—），男，上海人，上海电影制片厂摄影师，中国电影金鸡奖最佳摄影。